# 3 Samodzielny Batalion Piechoty Zmotoryzowanej (Ukraina)
3 Samodzielny Batalion Piechoty Zmotoryzowanej „Wolja” – batalion Wojsk Lądowych Ukrainy, podporządkowany 24 Berdyczowskiej Żelaznej Samodzielnej Brygadzie Zmechanizowanej im. ks. Daniela Halickiego. Jako batalion obrony terytorialnej brał udział w konflikcie na wschodniej Ukrainie. Batalion stacjonuje w obwodzie lwowskim.

## Wykorzystanie bojowe
Batalion Wolja do strefy walk trafił 4 lipca 2014 roku. Został rozmieszczony w sześciu punktach kontrolnych w okolicy Ługańska i na terenach przygranicznych, około 8 km od granicy z Federacją Rosyjską. 5 września w rejonie walk znajdowało się około stu żołnierzy batalionu. 1 października batalion wziął udział w walkach w okolicy Ługańska. 5 grudnia batalion wycofano do Lwowa.